# Trichocentrum capistratum
Trichocentrum capistratum är en orkidéart som beskrevs av Jean Jules Linden och Heinrich Gustav Reichenbach. Trichocentrum capistratum ingår i släktet Trichocentrum och familjen orkidéer. Inga underarter finns listade i Catalogue of Life.